# Công viên máy bán hàng tự động Sagamihara
Công viên máy bán hàng tự động Sagamihara (相模原レトロ自販機 Sagamihara Retoro Jihanki) là bộ sưu tập máy bán hàng tự động theo phong cách phục cổ tại thành phố Sagamihara ở Kanagawa, Nhật Bản. Bộ sưu tập này do chính chủ tiệm lốp xe cũ Rat Sunrise tên là Saitō Tatsuhiro (齋藤辰洋 Trai Đằng Thần Dương) tạo ra, vốn lúc đầu để cho những khách hàng giải trí trong lúc chờ đợi. Nơi đây có hơn 100 máy xếp thành hai dãy cạnh bãi đỗ xe của tiệm. Ngoài ra còn có một căn phòng nhỏ gần văn phòng cửa tiệm chứa mấy tựa game arcade cổ điển. Tất cả các máy bán hàng tự động đều hoạt động và cung cấp đủ loại hàng hóa từ thực phẩm, chẳng hạn như mì ramen và đồ uống, cho đến đồ chơi và quẻ bói bằng giấy. Những máy này đều được bổ sung hàng ngày, thức ăn nóng dành cho một số máy được nấu tại chỗ, và những máy khác do nhà cung cấp chuẩn bị. Trong khi cửa tiệm lốp xe có giờ làm việc thông thường thì những máy bán hàng tự động này chạy liên tục suốt ngày đêm.

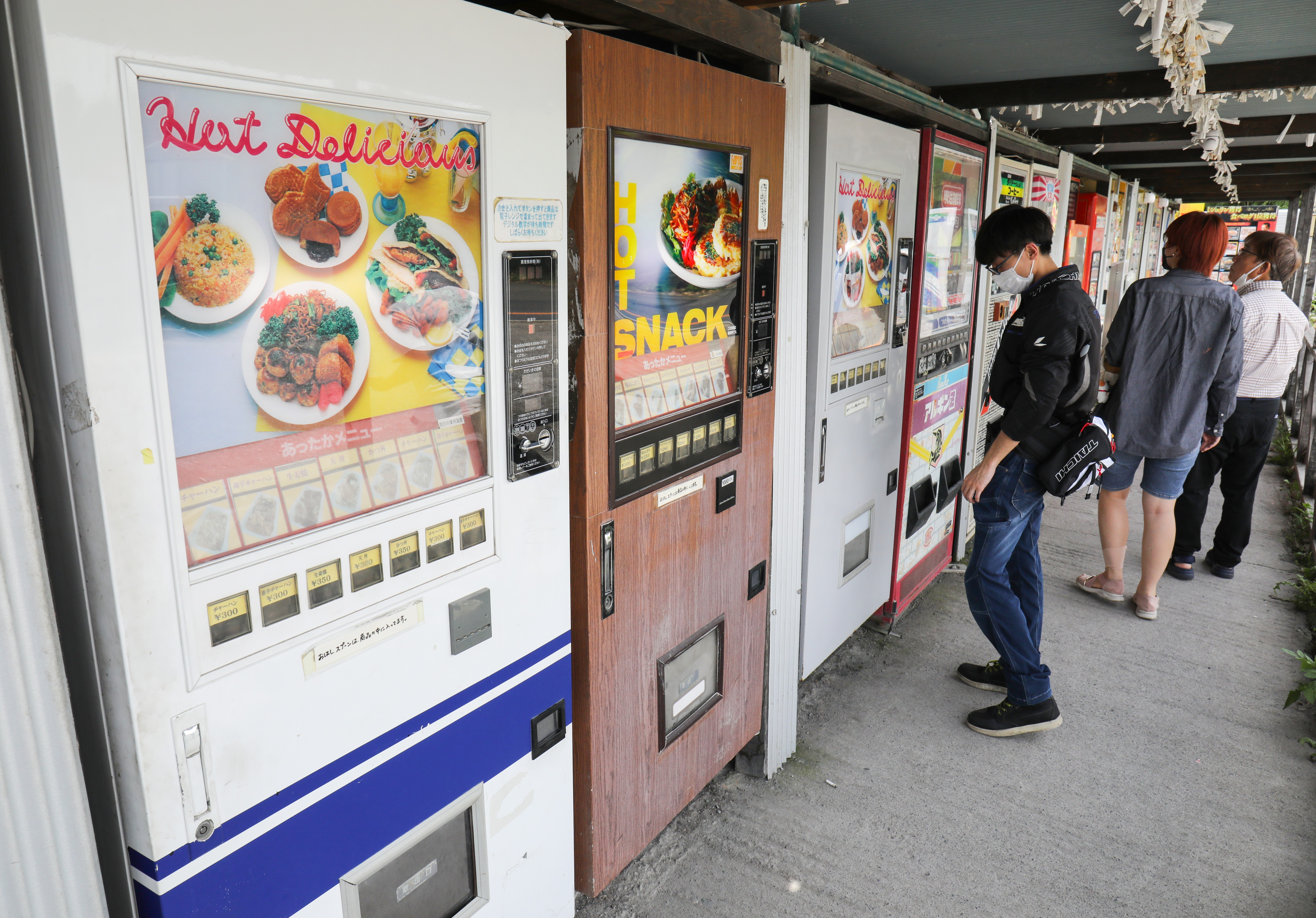
Máy bán hàng tự động cung cấp đồ ăn nóng cho khách.

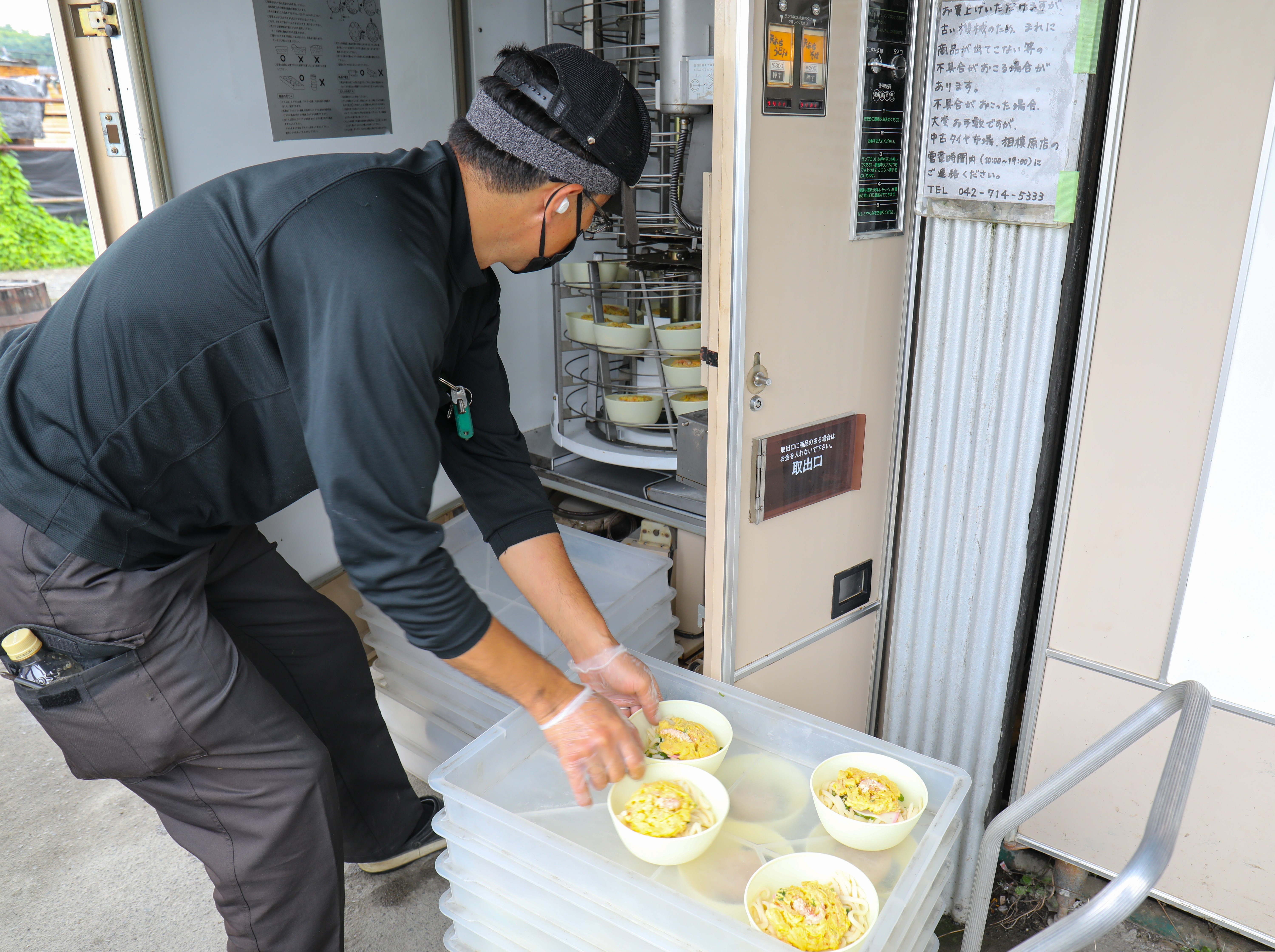
Một nhân viên đang bổ sung thêm món udon.

Saitō bắt đầu công việc sưu tập vào năm 2016. Ông bỏ tiền ra mua và sở hữu những chiếc máy cho bộ sưu tập thông qua đấu giá trực tuyến và truyền miệng. Phần lớn những cỗ máy này đều được sản xuất từ thập niên 1970 và 1980, cuối thời kỳ Shōwa của Nhật Bản. Saitō tự mình sửa chữa và bảo dưỡng những chiếc máy này vì chúng không còn được nhà sản xuất hỗ trợ nữa. Tháng 9 năm 2021, có kẻ phá hoại làm hỏng một nút bấm trên một trong những chiếc máy này và được một nhà sản xuất phụ tùng nhựa tạo ra chiếc máy thay thế miễn phí bằng CAD.
Bộ sưu tập này tốn nhiều thời gian hơn cửa tiệm lốp xe, và Saitō có nhiều nhân viên để bổ sung thêm hàng và đồ ăn cho những máy bán hàng tự động y như cửa hàng của chính mình vậy. Bếp nấu hơn 600 bữa ăn mỗi ngày. Năm 2022, Saitō ước tính rằng bộ sưu tập đã thu hút 300–400 khách hàng vào các ngày trong tuần và 1.000 khách hàng vào các ngày cuối tuần. Nơi đây từng được coi là "địa điểm hành hương" dành cho những người hâm mộ máy bán hàng tự động theo phong cách phục cổ.